# Kinabaluchloa wrayi
Kinabaluchloa wrayi är en gräsart som först beskrevs av Otto Stapf, och fick sitt nu gällande namn av Khoon Meng Wong. Kinabaluchloa wrayi ingår i släktet Kinabaluchloa och familjen gräs. Inga underarter finns listade i Catalogue of Life.